# Керченський металургійний комбінат імені Петра Войкова
ВАТ «Керченський металургійний комбінат ім. П. Л. Войкова» — металургійний комбінат у місті Керч; одне з найстаріших металургійних підприємств України.
Форма власності — відкрите акціонерне товариство (з 1996 р.)
Генеральний директор — Пригодський Сергій Вікторович.
Відкрите акціонерне товариство «Керченський металургійний комбінат» засноване у 1900 році. Сьогодні комбінат є великим виробничим комплексом з різноманітною продукцією товарно-господарського призначення.
З 1991 року опікується Керченською гімназією № 1.